# Drama (perifereiakí enótita)
Drama (grekiska: Περιφερειακή ενότητα Δράμας) är en grekisk regiondel (perifereiakí enótita), till 2010 prefekturen Nomós Drámas, i regionen Östra Makedonien och Thrakien. Regiondelen har cirka 96 978 invånare (1991) och en yta på 3 478 km². Huvudstad är Drama.

## Administrativ indelning
Regiondelen är indelad i 5 kommuner. Prefekturen var indelad i 8 kommuner och ett samhälle.

- Dimos Doxato
- Dimos Drama
- Dimos Kato Nevrokopi
- Dimos Paranesti
- Dimos Prosotsani